# Karl Leichter
Karl Leichter (Näpi, parròquia de Rakvere, 13 d'octubre de 1902 – Tallinn, 7 de març de 1987) va ser un musicòleg estonià.

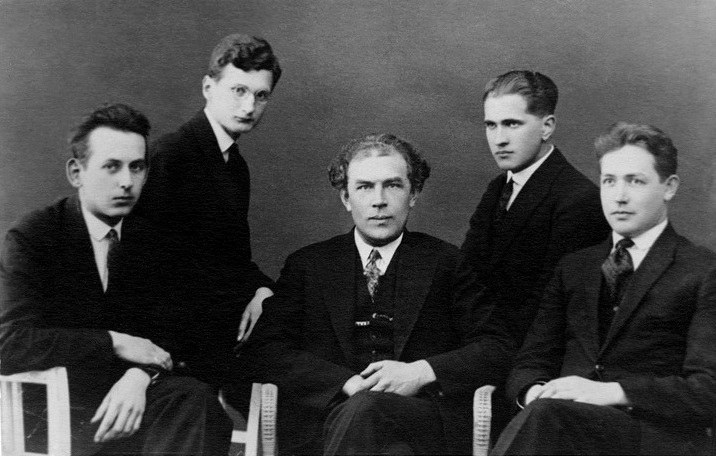
Karl Leichter amb altres compositors de l'escola de composició de Tartu el 1930. D'esquerra a dreta: Eduard Tubin, Olav Roots, Heino Eller (professor), Leichter i Alfred Karindi

Es va graduar el 1929 en teoria i composició, estudiant amb Heino Eller amb alumnes com Eduard Tubin, Alfred Karindi, Eduard Oja i Olav Roots. Entre 1929 i 1931 va treballar als Arxius de Folklore Estonià. Després de la Segona Guerra Mundial i la consegüent ocupació soviètica d'Estònia, va treballar intensament per restablir l'educació musical i la investigació musicològica. Durant un breu període, va ser degà del Conservatori Estatal de Tallinn, però ràpidament va perdre el seu càrrec per motius polítics. Només després de la mort de Stalin va poder tornar lentament a una posició com a professor i, finalment, com a president del Departament de Composició i Musicologia. Més tard va treballar a Estocolm i Hèlsinki. El Museu Eduard Tubin del castell d'Alatskivi conté avui exposicions relacionades amb ell i els seus companys que van estudiar amb ell a l'escola Tartu. El seu gran arxiu de correspondència amb molts músics importants d'Estònia i de l'estranger va ser donat per la seva vídua al Museu Estonià de Teatre i Música a la dècada de 1990.